# Heinrich Gißel
Georg Karl Heinrich Gißel (* 17. Mai 1902 in Kassel; † 24. Juli 1944 in Italien) war ein deutscher Chirurg, Hochschullehrer an der Universität Rostock und hochrangiger NS-Funktionär.

## Leben
Noch in der Schulzeit betätigte er sich 1918/19 in rechten Wehrgruppen. Nach dem Abitur 1921 in Kassel arbeitete er von 1921 bis 1924 als Apothekerpraktikant, ab 1923 als Apothekerassistent in Kassel, um sein Studium zu finanzieren. 1922 bis 1928 studierte er Medizin und Pharmazie an den Universitäten Göttingen und Berlin bis zum Staatsexamen 1926 in Pharmazie und zum Dr. med. 1928 in Rostock. 1928 bis 1929 war er Medizinalpraktikant an der Chirurgischen Klinik Göttingen, in Rostock und München. 1929–1930 war er dort Volontärassistent. Ab 1930 war er Assistent, ab 1935 Privatdozent und Oberarzt, ab 1938 Dozent, ab 1940 apl. Prof. an der Universität Rostock. 1943 wurde er schließlich zum planmäßigen a.o. Professor in Rostock ernannt. Seit 1933 war er Facharzt für Chirurgie. Ab Oktober 1939 bis 1944 diente er in der Wehrmacht, zuletzt als Oberstabsarzt. Er erhielt hohe Auszeichnungen. Durch Partisanen kam er 1944 in Italien um.
Heinrich Gißel betreute bereits vor 1933 den Hochschulsport in Verbindung mit dem NS-Studentenbund. Er trat zum 1. Mai 1933 in die NSDAP (Mitgliedsnummer 2.808.408) sowie im Juli 1933 in die SA ein und betätigte sich in der SA als Arzt, zuletzt im Rang eines Sanitätssturmbannführers. Nach der Habilitation 1934 trat er in den NS-Lehrerbund ein und wurde im November 1934 Führer der Dozentenschaft an der Universität Rostock bzw. ab 1935 Leiter des NS-Dozentenbunds in Rostock. Im April 1937 wurde er auf Vorschlag des Vorgängers und Rektors Ernst-Heinrich Brill zum Gaudozentenbundführer des NSDDB für Mecklenburg ernannt. Damit verband sich ein Hauptamt in der Gauleitung. 1943 erhielt Gißel das Goldene Ehrenzeichen der NSDAP. Als Chirurg war er an Operationen zur Zwangssterilisation beteiligt. 

## Schriften
- mit Paul-Georg Schmidt: Die Lungentuberkulose. Leipzig 1933 (3 Auflagen).